# Chiesa di San Lorenzo (Lucca)
La chiesa di San Lorenzo è una chiesa di Lucca che si trova in località Sorbano del Vescovo.

## Storia e deascrizione
Il nome della località deriva dai possedimenti che nel Medioevo vi aveva la Diocesi; fino al 1975 era parroco della chiesa il vescovo di Lucca. 
La chiesa medievale, dopo ripetute trasformazioni, fu sostituita da un nuovo edificio nella seconda metà del Cinquecento, ma successivi interventi ne hanno ulteriormente modificato l'aspetto. 

Sono conservare le tre tele che ornavano gli altari dopo la ricostruzione cinquecentesca: all'altare maggiore è una Madonna con i Santi Lorenzo, Domenico, Biagio e Francesco di Gaspare Mannucci, e dello stesso autore è la pala dell'altare della navata destra, la Madonna tra i Santi Marco e Luca. Alla parete è una tela con la Madonna tra i Santi Rocco e Sebastiano.